# Iberolacerta horvathi
Espèce
Synonymes
- Lacerta horvathi Méhely, 1904

Statut de conservation UICN

 NT  : Quasi menacé
Le lézard de Horvath, Iberolacerta horvathi est une espèce de sauriens de la famille des Lacertidae. Il mesure jusqu'à 6,5 cm et sa queue fait environ 1,5-2 fois la longueur de son corps.

## Répartition
Cette espèce se rencontre en Croatie (nord-est de l'Istrie, Kapela et Velebit ;limite sud: Sibenik), en Slovénie, dans le nord-est de l'Italie, en Autriche et dans le sud de la Bavière en Allemagne.

## Étymologie
Cette espèce est nommée en l'honneur de Géza Horváth (1847–1937).

## Publication originale
- Méhelÿ, 1904 : Eine neue Lacerta aus Ungarn. Annales historico-naturales Musei Nationalis Hungarici, vol. 2, p. 362-377 (texte intégral).